# 上寺乡
上寺乡，是中华人民共和国四川省广元市剑阁县曾经下辖的一个乡。2020年5月，撤销上寺乡，将原上寺乡所属行政区域划归下寺镇管辖。

## 行政区划
上寺乡撤销前下辖以下地区：
上寺村、猫儿村、桅杆村和三房村。